# Roland Pidoux
Roland Pidoux   (París, 29 d'octubre de 1946) és un violoncel·lista i director francès contemporani.
Roland Pidoux va estudiar al Conservatori de París fins a 1966. Els seus mestres van ser André Navarra, Jean Hubeau i Joseph Calvet. Va entrar a l'Orquestra de l'Opéra de París el 1969, després va ser violoncel·lista solista de l'Orquestra Nacional de França de 1978 a 1987.
Al mateix temps, fou membre del "Via Nova Quartet", després del "Trio Pasquier" amb Régis i Bruno Pasquier. També va formar un trio de piano amb Jean-Claude Pennetier i Régis Pasquier.
Roland Pidoux ha estat professor del Conservatori de París i director artístic de les "Rencontres de violoncelle" de Bélaye (Lot) des de 1988. Pidoux és el pare del violoncel·lista Raphaël Pidoux. Pidoux aparèixer com el violoncel·lista Pau Casals en el film Jackie del cineasta Pablo Larraín.

## Discografia seleccionada
- Beethoven: Obres per a violoncel i piano, amb Jean-Claude Pennetier (Saphir, 2001)
- Mozart: Quintet de clarinet K.581, amb Michel Portal, etc. (Harmonia Mundi)
- Franz Schubert: Trio amb piano Op. 100, amb Jean-Claude Pennetier i Régis Pasquier (Harmonia Mundi, 1980)
- Franz Schubert: Arpeggione Sonata D821 i trios de corda D581 i D471, amb Régis Pasquier, Bruno Pasquier i Jean-Claude Pennetier (Harmonia Mundi, 1980)